# Кайман широкорилий
Кайма́н широкори́лий (Caiman latirostris) — плазун з роду Кайман родини Алігаторові. Описано 2 підвиди, поширені в Південній Америці.

## Опис
Загальна довжина досягає 2,5—3,5 м, вага 90 кг. Морда велика, широка, особливо у передній частині. Верхні повіки почасти кістяні, почасти шкірясті, зовні зморшкуваті й мають маленький рогоподібний придаток, очниці спереду з'єднані поперечним валиком. Передні потиличні щитки розташовані у 2—3 поперечних рядка. Задні потиличні щитки утворюють 3—4 рядки.
Забарвлення спини темно-оливково-бурого кольору, з боків із сірим мармуровим малюнком. Черево має блідо-зеленувато-жовте забарвлення.

## Поширення
Мешкають у Південній Америці на схід від Анд: від Амазонки до Ла-Плати, переважно в південній частині східної Бразилії, у Болівії, Уругваї, на північному сході Перу, півночі Аргентини.

## Спосіб життя
Полюбляє мангрові зарості, тихі річкові рукави, стоячі води, зокрема великі болота, повільні поточні струмки. Вдень довго залишається на одному місці, а у полудень припливає до берега або до скелі, щоб погрітися на сонці й поспати. Це досить полохливий плазун. При небезпеці негайно кидається у воду.
Харчується рибою, водяними птахами, дрібними ссавцями, зокрема собаками, великими прісноводними молюсками, земноводними. Для людини не становить небезпеки.
Парування відбувається у липні — вересні. Самиця у кубло відкладає до 60 яєць, які вкриває сухою травою. Самиця повсякчас охороняє кладку. Через 70 днів з'являються молоді каймани.

## Стосунки з людиною
На цих плазунів полюють за їх гарну шкіру, яку використовують у ремісництві. Також місцеві мешканці вживають в їжу м'ясо цих кайманів.

## Систематика
Один із 3 видів роду кайманів (Caiman).
Станом на 2024 рік описано 2 підвиди:
- Caiman latirostris latirostris;
- Caiman latirostris chacoensis.